# Tiglato de alila
Tiglato de alila é o composto orgânico de fórmula C8H12O2 e massa molecular 140,18. Apresenta densidade de 0,926 g/mL a 25 °C. É classificado com o número CAS CAS Number 7493-71-2.